# Pierre Giraudet-Boudemange
Pierre Giraudet-Boudemange est un homme politique français né le 9 février 1734 à Yzeure (Bourbonnais) et mort le 23 juin 1816 à Moulins (Allier).

## Biographie
Avocat et procureur du roi de la maitrise des eaux et forêts de Moulins avant la Révolution française, il est également subdélégué de l'intendant et procureur syndic de l'administration provinciale. 
Sous la Révolution française et l'Empire, il est président du tribunal de première instance de Moulins. Il est député de l'Allier de 1807 à 1811.

## Descendance

Blason de la famille Giraudet de Boudemange.

Les descendants actuels de cette famille portent pour nom Giraudet de Boudemange. Ils portent pour armes D'azur à trois coquilles d'argent et pour cimier une couronne comtale.

## Sources
- « Pierre Giraudet-Boudemange », dans Adolphe Robert et Gaston Cougny, Dictionnaire des parlementaires français, Edgar Bourloton, 1889-1891 [détail de l’édition]